# Tessa Thompson

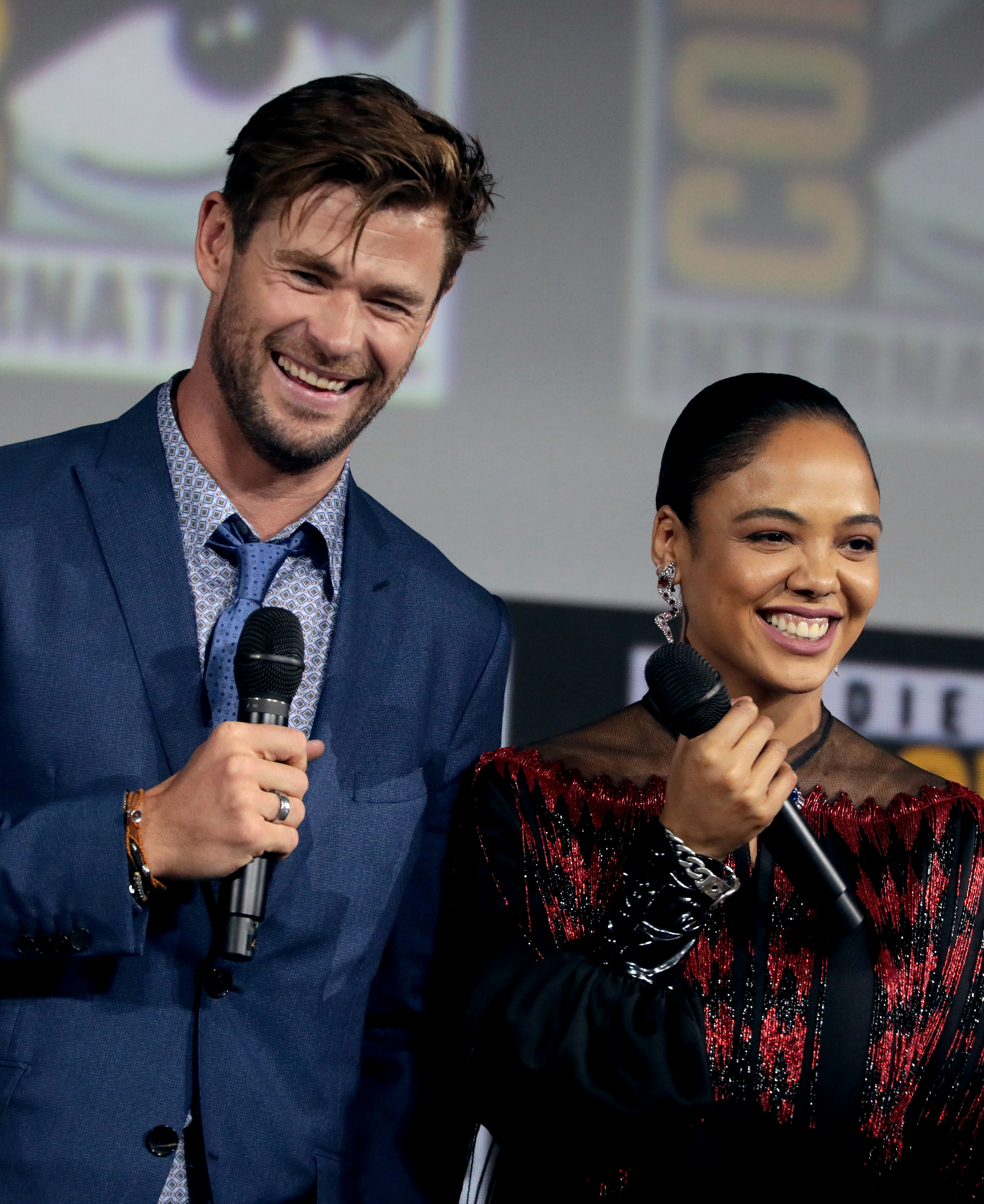
Chris Hemsworth i Tessa Thompson

Tessa Lynne Thompson (ur. 3 października 1983 w Los Angeles) – amerykańska aktorka oraz wokalistka. Grała m.in. w serialu Westworld i filmie Thor: Ragnarok.

## Życiorys
Urodziła się i wychowała w Los Angeles. Każde lato i zimę spędzała w Nowym Jorku u boku ojca Marca Anthony’ego Thompsona, piosenkarza oraz autora tekstów zespołu muzycznego Chocolate Genius, Inc. Mając 13 lat, wstąpiła do kościoła baptystów. Od najmłodszych lat interesowała się aktorstwem. Pierwsze amatorskie produkcje grywała w szkole bądź w domu. Uczęszczała do Santa Monica High School, a następnie do Santa Monica College, gdzie studiowała antropologię kulturową.
Pierwszą poważną rolę otrzymała w serialu Weronika Mars, gdzie zagrała postać Jackie Cook. Później zagrała m.in. aktywistkę Diane Nash w filmie Selma oraz Samanthę White w filmie Dear White People. Wystąpiła również w produkcji Creed: Narodziny legendy, u boku Michaela B. Jordana oraz Sylvestera Stallone’a, jako początkująca piosenkarka Bianca. Pojawiła się też w kontynuacjach tego filmu.
Zasiadała w jury Nagrody im. Luigiego De Laurentiisa za najlepszy debiut reżyserski na 79. MFF w Wenecji (2022).

## Filmografia
Film
| Rok  | Tytuł                        | Rola           |  |
| ---- | ---------------------------- | -------------- |  |
| 2006 | Kiedy dzwoni nieznajomy      | Scarlet        |  |
| 2008 | Just Dance – Tylko taniec!   | Dana           |  |
| 2008 | Gra zmysłów                  | Waitress       |  |
| 2009 | Mississippi Damned           | Kari Peterson  |  |
| 2010 | Everyday Black Man           | Claire         |  |
| 2010 | Świeże zwłoki                | Liz            |  |
| 2010 | Kolorowe ptaki               | Nyla Adrose    |  |
| 2011 | Periphery                    | Caitlin        |  |
| 2011 | Red & Blue Marbles           | Becca          |  |
| 2012 | Śmierć na trzynastym piętrze | Nia Palmer     |  |
| 2013 | South Dakota                 | Chris          |  |
| 2013 | Automotive                   | Maggie         |  |
| 2014 | Grantham & Rose              | Wallis         |  |
| 2014 | Dear White People            | Samantha White |  |
| 2014 | Selma                        | Diane Nash     |  |
| 2015 | Creed: Narodziny legendy     | Bianca         |  |
| 2016 | War on Everyone              | Jackie Hollis  |  |
| 2017 | Thor: Ragnarok               | Walkiria       |  |
| 2017 | Przepraszam, że przeszkadzam | Detroit        |  |
| 2018 | Anihilacja                   | Josie Radek    |  |
| 2018 | Furlough                     | Nicole Stevens |  |
| 2018 | Little Woods                 | Ollie          |  |
| 2018 | Creed II                     | Bianca         |  |
| 2019 | Between Two Ferns: Film      | Tessa Thompson |  |
| 2019 | Zakochany kundel             | Lady (głos)    |  |
| 2019 | Avengers: Koniec gry         | Walkiria       |  |
| 2019 | Men in Black: International  | Agent M        |  |
| 2020 | Sylvie                       | Sylvie Parker  |  |
| 2021 | Pomiędzy (Passing)           | Irene          |  |
| 2022 | Thor: Miłość i grom          | Walkiria       |  |
| 2022 | The Listener                 | Beth           |  |
| 2023 | Creed III                    | Bianca Creed   |  |
| 2023 | Marvels                      | Walkiria       |  |

Telewizja
| Rok       | Tytuł                            | Rola                        | Uwagi                          |
| --------- | -------------------------------- | --------------------------- | ------------------------------ |
| 2005      | Dowody zbrodni                   | Wilhemina „Billie” Doucette | 1 odcinek                      |
| 2005–2006 | Weronika Mars                    | Jackie Cook                 | rola drugoplanowa (22 odcinki) |
| 2006      | Chirurdzy                        | Camille Travis              | 2 odcinki                      |
| 2006      | Wtajemniczenie Sary              | Esme                        | film telewizyjny               |
| 2007      | Tajemnice Palm Springs           | Nikki Barnes                | główna rola (7 odcinków)       |
| 2008      | Powrót do życia                  | Liza                        | 1 odcinek                      |
| 2009      | Mental: Zagadki umysłu           | Lainey Jefferson            | 1 odcinek                      |
| 2009      | Prywatna praktyka                | Zoe                         | 2 odcinki                      |
| 2009      | Herosi                           | Rebecca Taylor              | 3 odcinki                      |
| 2009      | Szpital Three Rivers             | Penelope Kirkell            | 1 odcinek                      |
| 2010      | Betwixt                          | Jenny                       | film telewizyjny               |
| 2010      | Blue Belle                       | Blue                        | główna rola (5 odcinków)       |
| 2010–2011 | Detroit 1-8-7                    | Lauren Washington           | 3 odcinki                      |
| 2011      | Off the Map: Klinika w tropikach | Sydney                      | 1 odcinek                      |
| 2011      | Partnerki                        | agentka FBI Anna Farrell    | 1 odcinek                      |
| 2012–2013 | 666 Park Avenue                  | Sasha Doran                 | 5 odcinków                     |
| 2012–2013 | Stróż prawa                      | Sara Freeman                | główna rola (19 odcinków)      |
| od 2016   | Westworld                        | Charlotte Hale              | w gł. obsadzie                 |
| 2018      | Drodzy biali!                    | Rikki Carter                | 2 odc.                         |

## Wyróżnienia
Źródło.
| Rok  | Nagroda                                   | Kategoria                                           | Film                                       | Wynik     |
| ---- | ----------------------------------------- | --------------------------------------------------- | ------------------------------------------ | --------- |
| 2009 | American Black Film Festival              | Najlepsza aktorka                                   | Mississippi Damned                         | Wygrana   |
| 2011 | Czarna Szpula                             | Najlepsza rola przełomowa                           | Kolorowe ptaki                             | Wygrana   |
| 2014 | Gotham Awards                             | Rola przełomowa                                     | Dear White People                          | Wygrana   |
| 2014 | Georgia Film Critics Association Awards   | Rola przełomowa                                     | Dear White People, Grantham & Rose & Selma | Nominacja |
| 2014 | NAACP Image Awards                        | Wybitna aktorka pierwszoplanowa w filmie fabularnym | Dear White People                          | Nominacja |
| 2014 | Black Reel Awards                         | Najlepsza aktorka                                   | Dear White People                          | Nominacja |
| 2015 | African-American Film Critics Association | Najlepsza aktorka drugoplanowa                      | Creed: Narodziny legendy                   | Wygrana   |